# Lee Kyu-won
Lee Kyu-won (ur. 14 lutego 1989) – koreański judoka, mistrz świata. 
Największym sukcesem zawodnika jest złoty medal mistrzostw świata (2009) w kategorii do 90 kg.
W 2010 roku zdobył brązowy medal igrzysk azjatyckich w Kantonie (w kategorii do 90 kilogramów).